# Dayron Márquez
Dayron Márquez, född 11 juni 1983, är en friidrottare från Colombia. Han deltog vid olympiska sommarspelen 2012.